# Cynomops mexicanus
Cynomops mexicanus es una especie de murciélago de la familia Molossidae.

## Distribución geográfica
Se encuentra en México, Belice, Guatemala, Honduras, Nicaragua y Costa Rica.